# Michela Ponza
Michela Ponza (* 12. Februar 1979 in Bozen, Südtirol) ist eine ehemalige italienische Biathletin.

## Leben
Die Südtirolerin Michela Ponza, die in St. Christina in Gröden lebt, stammt aus einer Sportlerfamilie. Schon ihr Großvater Vincenzo Demetz war 1937 zweifacher Bronzemedaillengewinner bei den Weltmeisterschaften im Langlauf in Chamonix über 50 km und mit der Staffel. Ab 1990 war sie zunächst aktive Langläuferin, aber wie ihre Schwester Ivonne auch schon eine exzellente Luftgewehrschützin, so dass der Wechsel zum Biathlon im Jahr 1993 nur konsequent war. Auch ihre jüngere Schwester war Biathletin, beendete diese Karriere aber sehr früh wegen gesundheitlicher Probleme. Seit dem Abschluss ihrer Handelsoberschulausbildung konzentriert sie sich voll auf den Sport und ist Mitglied der Sportgruppe der Finanzpolizei.

## Karriere im Biathlon
Michela Ponza gehörte in den letzten Jahren stets zu den besten 15 Schützinnen im Feld der Weltcup-Biathletinnen: Ihre Trefferquote in der Saison 2005/06 betrug 87 % (liegend: 90 %, stehend: 85 %). In ihrem schwächeren Teilgebiet, dem Laufen, konnte sie sich im Lauf ihrer Karriere kontinuierlich verbessern.
Die Sportlerin mit dem Spitznamen „Micky“ galt während ihrer aktiven Zeit als eine der besten italienischen Biathletinnen und konnte zahlreiche Top-10-Platzierungen in Biathlon-Weltcuprennen erreichen. Ihre besten Einzelresultate waren zweite Plätze, zum ersten Mal im 7,5-km-Sprintwettkampf am Holmenkollen in Oslo in der Saison 2005/06.
Ihre beste Platzierung bei internationalen Meisterschaften war der 5. Platz im 10-km-Verfolgungsrennen in San Sicario bei den Olympischen Winterspielen 2006 in Turin. Anschließend stabilisierte sich ihre Leistung auf hohem Niveau, und auch bei den letzten drei Weltcups der Saison 2005/06 war sie stets in den Top 10 der Ergebnislisten zu finden. Auch als Startläuferin der italienischen Staffel konnte sie einige sehr gute Resultate abliefern, z. B. übergab sie zu Saisonbeginn 2005/06 in Östersund mit 8 Sekunden Vorsprung als 1. mit der besten Einzelzeit aller Damen. 
In der Saison 2006/2007 wurde Michela Ponza als einzige A-Kader-Biathletin, die vom italienischen Verband unterstützt wird, im Weltcup eingesetzt. Ihre Saison wurde wie so oft von mehreren fieberhaften Erkrankungen geprägt, die sie immer wieder zurückwarfen. Ihre besten Saisonplatzierungen erreichte sie bei der Heim-WM in Antholz mit sechsten und achten Plätzen in Sprint und Verfolgung. 
2008 schaffte sie in ihrer bis dato erfolgreichsten Saison je zwei zweite und dritte Plätze in Einzelrennen sowie einen zweiten Platz mit der Mixed-Staffel im koreanischen Pyeongchang und damit auch zugleich ihr bestes Ergebnis in der Weltcup-Gesamtwertung als Zehnte. In der Disziplinwertung des Massenstarts wurde sie Gesamtdritte punktgleich mit Helena Jonsson.
Bei den Weltmeisterschaften im Sommerbiathlon 2008 erreichte Ponza zusammen mit Katja Haller, Christian Martinelli und Markus Windisch den dritten Platz im Mixed-Relay Wettbewerb. Sie gewann bei den Italienischen Meisterschaften 2009 den Titel im Massenstart und wurde Vizemeisterin mit der Staffel. 
Michela Ponza nahm an den Olympischen Winterspielen 2010 teil. Ihre besten Resultate waren der 27. Platz im Einzel und Rang 11 mit der Staffel.
Bei den Biathlon-Weltmeisterschaften 2013 in Nove Mesto gewann sie mit der italienischen Staffel überraschend die Bronzemedaille.
Am 31. März 2014 beendete Ponza ihre Karriere im Biathlonsport. 
Auf Wunsch des Wintersportverbandes wechselte Ponza fast unmittelbar nach ihrem Rücktritt zu den Biathlontrainern. Seitdem betreut sie – vorrangig als Schießtrainerin – gemeinsam mit Alex Inderst und René Laurent Vuillermoz die B-Mannschaft.

## Biathlon-Weltcup-Platzierungen
Die Tabelle zeigt alle Platzierungen (je nach Austragungsjahr einschließlich Olympische Spiele und Weltmeisterschaften).
- 1.–3. Platz: Anzahl der Podiumsplatzierungen
- Top 10: Anzahl der Platzierungen unter den ersten zehn (einschließlich Podium)
- Punkteränge: Anzahl der Platzierungen innerhalb der Punkteränge (einschließlich Podium und Top 10)
- Starts: Anzahl gelaufener Rennen in der jeweiligen Disziplin
- Staffel: inklusive Mixed- und Single-Mixed-Staffeln

| Platzierung             | Einzel | Sprint | Verfolgung | Massenstart | Staffel | Gesamt |
| ----------------------- | ------ | ------ | ---------- | ----------- | ------- | ------ |
| 1. Platz                |        |        |            |             |         |        |
| 2. Platz                | 1      | 1      | 2          |             | 1       | 5      |
| 3. Platz                |        | 1      | 1          | 1           | 1       | 4      |
| Top 10                  | 6      | 16     | 14         | 6           | 44      | 86     |
| Punkteränge             | 28     | 71     | 72         | 36          | 61      | 268    |
| Starts                  | 46     | 119    | 89         | 36          | 63      | 353    |
| Stand: 17. Februar 2013 |        |        |            |             |         |        |